# Casa de los Pavos Reales
Los edificios conocidos como la Casa de los Pavos Reales es una de las obras más notables del arquitecto italiano Virginio Colombo en la ciudad de Buenos Aires. Es al mismo tiempo una pieza icónica del modernismo en esa ciudad
Se encuentran uno de ellos en la Avenida Rivadavia en el 3216 al fondo hay 8 departamentos, en el 3218 en PB local comercial, en el 3220 hay departamentos sobre el frente, y el otro en Avenida Rivadavia 3224 al 36 lindero al anterior, similar al anterior, en PB local comercial, el resto son residencias permanentes.

## Historia
El edificio fue proyectado por el Arq. Virginio Colombo y construido hacia 1912 para la firma comercial "Rossi Hermanos", fundada en 1904 y dedicada al calzado femenino e infantil. En la planta baja funcionaba el local comercial de su emprendimiento, y los pisos superiores eran viviendas de renta (alquiler) de propiedad de los hermanos Rossi.
Posteriormente, con la sanción de la Ley de propiedad horizontal de 1948, las viviendas pudieron ser compradas por sus ocupantes. El paulatino deterioro del edificio, causó entre otras cosas la remoción de algunas esculturas de su fachada,.
A través de la gestión de varios copropietarios, como la Sra. María Cristina Pallazzo y el Arq. Felipe Miranda (cuyo estudio se encuentra en el Edificio), y en forma conjunta con funcionarios del Gobierno de la Ciudad, fueron desarrollando distintas acciones con el objeto de preservar el inmueble. Pudiendo lograr que en el año 2001 la Legislatura Porteña, sancionará la Ley 566 de Protección Estructural del Edificio. No obstante ello, continuaron las gestiones para la preservación, ahora con muchos más copropietarios que se fueron sumando, ya que para ese entonces, ambas fachadas del edificio se encontraban realmente muy deterioradas. En el año 2006 el Gobierno de la Ciudad, otorgó en carácter de subsidio un monto que sumado al aporte de los copropietarios, resultaron suficientes para contratar la restauración total de ambas fachadas del edificio. Los trabajos de restauración y puesta en valor, fueron ejecutados por el arquitecto José Barassi y el escultor Federico Poncerini, los cuales permiten, tanto a los propietarios, como a los vecinos, transeúntes habituales, y a un gran número de turistas, contemplar y admirar uno de los Edificios emblemáticos de la Ciudad de Autónoma de Buenos Aires.

## Descripción
La "Casa de los Pavos Reales", está constituida en realidad por dos edificios residenciales independientes, similares y linderos, donde cada uno de ellos consta de 14 unidades funcionales destinadas a viviendas, distribuidas seis sobre el frente entre el 1° y 3°piso y ocho en el fondo entre el 1° y 2°piso, y una unidad funcional con destino comercial distribuida en la planta baja y sótano. Tiene una fachada de alrededor de 25 metros de extensión.
Los seis departamentos que se encuentran sobre el frente, son semipisos, estando compuestos por seis ambientes, con una superficie aproximada de 125 m², y los ocho que se encuentran en el fondo, son de tres ambientes, con una superficie de 60 m². Son dos propiedades distintas, administradas en forma individual, cada una de ellas fue construida en un terreno independiente uno de otro; lo llamativo es que entre ambas construcciones se genera una simetría urbana, difícil de repetir y ubicar en otras obras.
En la planta baja se pueden observar seis puertas de acceso, dos de las de mayor importancia corresponden a los accesos de los departamentos sobre el frente, dos ubicadas sobre los extremos son para los departamentos sobre los fondos, además existen cuatro vidrieras y las dos puertas restantes corresponden a los accesos a los dos locales comerciales que a su vez tienen cada uno dos vidrieras importantes, sumado a los sótanos con una superficie aproximada de 900 m² en cada edificio.

## Estilo

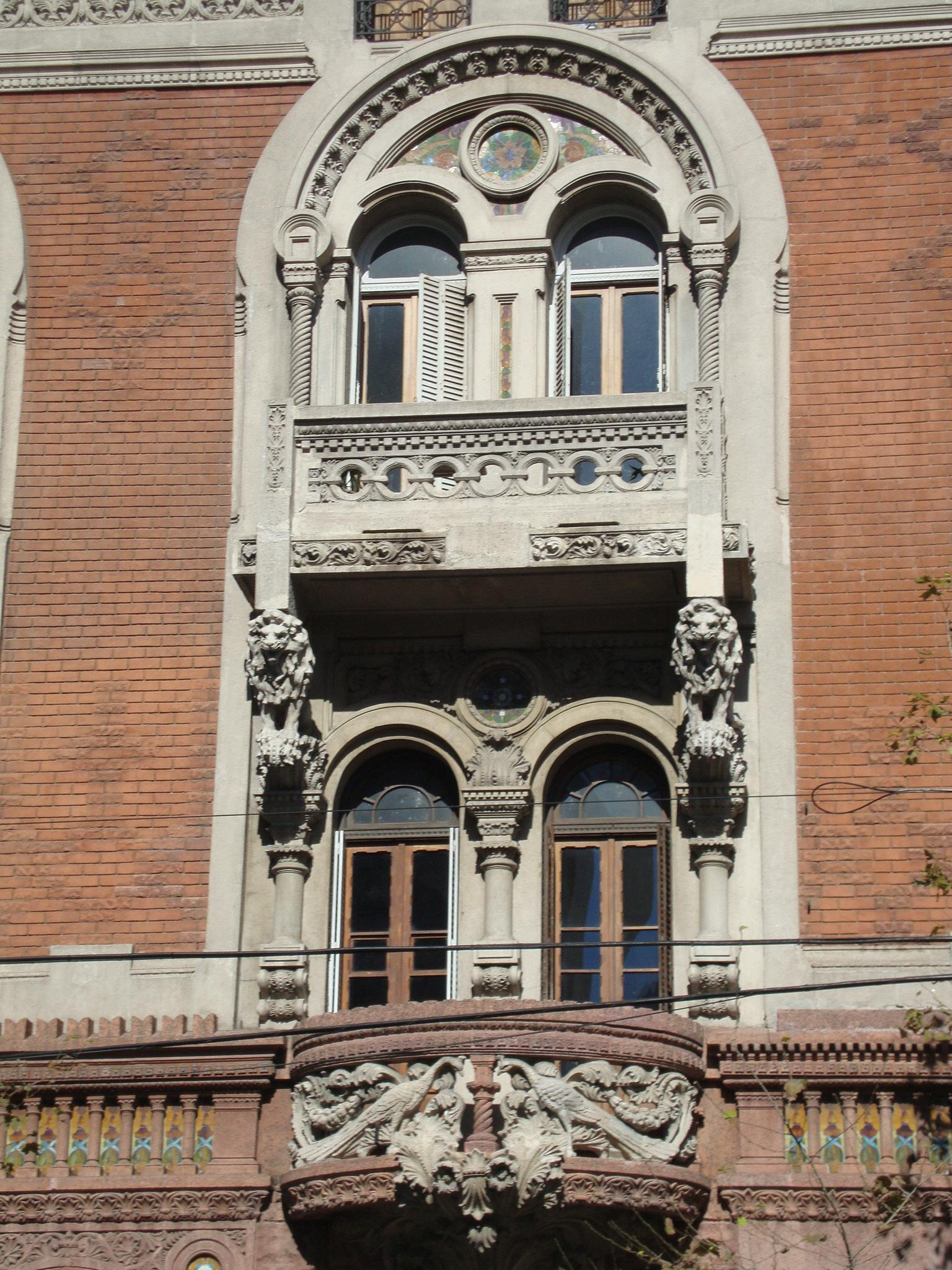
Detalle de la fachada

Aunque el estilo de Colombo se encolumna bajo la corriente del "liberty milanés" (englobado por la tendencia del modernismo de 1900), la Casa de los Pavos reales es por sobre todo un diseño único de tipo ecléctico, imposible de encuadrar rígidamente.
Los arcos apuntados y los motivos ornamentales en general recuerdan rápidamente a la arquitectura de Venecia, muy presente en varias obras de Colombo. Dentro de la decoración de la fachada, se destacan principalmente los cuatro pares de pavos reales que aparecen en los balcones de granito rojo del primer piso alto; y los leones que sostienen los balcones del segundo piso superior. Hacia la década de 1980, varios de estos leones fueron retirados y se recuperaron para la restauración de 2006. El último y tercer piso tiene su frente adornado por arcadas con mosaicos entre sus columnas. En distintas partes de la fachada aparecen distintos ornamentos también hechos en mosaico, además de la profusa y exuberante decoración tallada en piedra, y la herrería de las ventanas.
En el interior, lo más destacable con los murales esmaltados que decoran los vestíbulos, con escenas de la campiña italiana. Un detalle que no puede superar la categoría de rumor es la posibilidad de que Colombo haya sido masón, porque muchos detalles ornamentales son tomados como símbolos característicos de esta sociedad. Las cajas de los ascensores también poseen trabajo realizado en hierro en estilo art nouveau.